# Nonnus antennatus
Nonnus antennatus är en stekelart som beskrevs av Cresson 1874. Nonnus antennatus ingår i släktet Nonnus och familjen brokparasitsteklar. Inga underarter finns listade i Catalogue of Life.